# Взятка
Взя́тка — декілька гральних карт, які під час ходу гравці кладуть на стіл і дістаються гравцеві, який походив найстаршою (за ієрархією гри) картою. У картівних іграх на взятки, таких як бридж, віст, тисяча, мета гравців полягає в тому, щоб зібрати якомога більше взяток з картами високого номіналу (за винятком бриджу, де кожна взятка має однакову вартість незалежно від номіналу карт). Така поведінка не є типовою, наприклад, у чирвах або в деяких варіантах карткової гри 3-5-8, де метою гравців є неотримання штрафних очок.

## Принципи ходу
Більшість картярських ігор на взятки мають певні правила щодо того, якими картами можна ходити:

### Вимога масті
Вимога масті означає, що кожен гравець зобов'язаний походити картою з мастю першої покладеної карти, якщо у нього є ця масть.
Якщо у гравця немає такої масті, він може зіграти будь-якою картою іншої масті («скинути»).
Якщо у гравця є кілька карт розіграної масті він має право вибору. У багатьох випадках доцільно покласти карту з більшою вартістю, але в деяких ситуаціях, наприклад, коли гравець уважає, що опонент має вищу карту цієї ж масті та забере взятку, він може скинути найменшу карту цієї масті.

### Вимога забору взятки
Вимога забору взятки означає, що гравець має завжди намагатися забрати взятку, або походивши старшою картою розіграної масті, або козирною картою.

### Вимога масті та забору взятки
Якщо діє вимога масті та забору взятки, гравець, що ходить, повинен:
- походити вищою картою розіграної масті. Якщо він не може цього зробити, він повинен:
- походити нижчою картою розіграної масті. Якщо він не може цього зробити, він повинен:
- походити козирною картою, а якщо він не може й цього зробити, він повинен:
- скинути будь-яку карту.

Вимога масті завжди має перевагу над вимогою забору взятки: не дозволяється ходити козирною картою, якщо можна походити картою розіграної масті.

### Вимога козиря
Вимога козиря означає, що якщо у гравця нема розігруваної масті, він має за можливості походити козирною картою.

### Порушення
У разі порушення цих вимог гравця буде покарано відповідним чином, наприклад, програшем партії або так званими «штрафними взятками», тобто взятки зарахуються суперникові.